# Waihopai River (Northland)
Der Waihopai River ist ein Fluss im Far North District der Region Northland auf der Nordinsel von Neuseeland.

## Geographie
Der Waihopai River entspringt rund 440 m westlich des 167 m hohen Te Hurunga und rund 2,75 km westlich vom Te Meta Point entfernt, der am Ufer des Hokianga Harbour liegt. Von seinem Quellgebiet aus fließt der kleine Fluss zunächst für etwas mehr als einem Kilometer in südliche Richtung und schwenkt dann um in eine südwestliche Richtung, die der Fluss bis zu seiner Mündung in die Tasmansee beibehält. Auf gut der Hälfte seiner rund 6,4 langen Strecke passiert der Waihopai River ein Feuchtgebiet, in dem der Flussverlauf über ca. 600 m nicht mehr erkennbar ist.